# Pia Eidmann
Pia Eidmann (* 26. August 1984 in Frankfurt am Main) ist eine deutsche Hockeyspielerin. Sie spielt für den Verein Rot-Weiss Köln. Zudem gehört Pia Eidmann zum A-Kader der deutschen Hockeynationalmannschaft und somit auch dem deutschen Kader für die Olympischen Sommerspiele 2008 in Peking.

## Nationale Karriere
Pia Eidmann spielt seit ihrem fünften Lebensjahr Hockey. Als Mittelfeldspielerin spielte sie erst für den SC Frankfurt 1880 und aktuell für Rot-Weiss Köln. 2006 und 2007 wurde Eidmann jeweils Deutsche Vizemeisterin in der Halle und Zweitplatzierte im EuroHockey Club Champions Cup. 2007 wurde Pia Eidmann zudem Deutsche Meisterin im Feldhockey. 2008 wurde sie Vizemeisterin auf dem Feld.

## Internationale Karriere
Ihr erstes Spiel für die U16-Nationalmannschaft bestritt Pia Eidmann am 6. Juli 2000 gegen die Niederlande. 2004 holte sie mit der U21-Nationalmannschaft bei der Europameisterschaft in Dublin die Silbermedaille. Ein Jahr später belegte sie mit der Mannschaft den zweiten Platz beim FIH-Vier-Nationen-Turnier in Wujin und wurde Vizeweltmeisterin in Santiago de Chile.
Am 20. Januar 2006 debütierte Pia Eidmann in der A-Nationalmannschaft. Mit dieser wurde sie im selben Jahr Hallen-Europameisterin in Eindhoven. Es folgten 2007 zwei dritte Plätze bei der Champions Trophy in Quilmes und der Hallenweltmeisterschaft in Wien. Zudem wurde sie in diesem Jahr Europameisterin in Manchester. Mit der Nationalmannschaft nahm sie am olympischen Hockeyturnier in Peking teil und belegte den 4. Platz.